# Videcom
Videocom hay còn gọi là công ty Videcom International Limited (công ty TNHH quốc tế Videcom) là một công ty công nghệ du lịch tại Anh có trụ sở tại Henley-on-Thames. Công ty thiết kế, phát triển và cung cấp các hệ thống đặt chỗ hiện đại cho ngành công nghiệp hàng không và du lịch, đặc biệt là lưu trữ và vận chuyển hàng không.
Hệ thống quản lý đặt chỗ được nhân rộng bởi Videcom ở các khu vực khu vực khác trên thế giới bao gồm Trung Đông (DMARS), New Zealand, Kuwait (KMARS), Ireland, Ca ri bê, Mỹ và Hong Kong. Hệ thống đa truy cập Travicom cuối cùng bị thay thế bởi Galileo ở Anh và năm 1988,công ty Dịch vụ Tự động Du lịch Ltd (Travicom) chuyển đổi thương hiệu sang Galileo UK và Travicom được sáp nhập vào Galileo.